# Даун (графство)
Даун (англ. Down, ірл. An Dún) — графство на півночі Ірландії.
Населення графства становить 516 000 осіб.

## Адміністративний поділ
Входить до складу провінції Ольстер на території Північної Ірландії. Столиця — Даунпатрік. Найбільше місто за кількістю населення — Бангор.